# Ulrich Nehls
Ulrich Nehls (* 27. April 1959 in Husum) ist ein deutscher Kirchenmusiker und Hochschullehrer.
Nehls studierte Kirchenmusik in Heidelberg und Berlin. Er legte 1987 sein A-Examen ab. 1986 gewann er den ersten Preis beim Improvisationswettbewerb der Ausbildungsstätten in Frankfurt/Main. Seit 1987 lehrt er als akademischer Musiklehrer an der Friedrich-Alexander-Universität Erlangen-Nürnberg.
Nehls ist verheiratet und hat vier Kinder. Er besitzt einen Führerschein, lebt aber  autofrei und engagiert sich beim Verein autofrei leben! e.V.  sowie als Übersetzer der in den USA erscheinenden Car free Times.

## Kompositionen
- Passionsmusik nach dem Evangelisten Matthäus (1990)
- Konzert in E für Altsaxophon und Orchester (1992)
- Missa minimala (1993)
- Hommage a Maurice Duruflé für Orgel (1992)
- Resurrectio für Altsaxophon und Orgel (1996)
- Eine kleine Strassenmusik (1997)
- Jazzquartette (ca. 1999)
- Bei Hempels unterm Sofa (2002)
- Plug and play (2002)
- Heaven is a wonderful place für Chor zu 5 Stimmen (1997)
- Psalm 90 – Herr du bist unsere Zuflucht (1997)
- Machet die Tore weit (1994)
- Deep river und Jazz-Etüde (1998)
- He's got the whole world in his hand für Bläserensemble (2005)
- Pro motion für Brass Quartett (2007)
- Auf hundertachtzig für Orgel (2008)

Neben seinen verlegten Werken bietet er auch Kompositionen als Free Sheet Music im Werner Icking Music Archive (jetzt Teil des International Music Score Library Project) an.